# Prvenstvo Hrvatske u bejzbolu 1996.
Prvenstvo Hrvatske u bejzbolu za 1996. je osvojila momčad Zagreba.

## Prva liga

### Bijela liga
| mj | klub           | ut | pob | por | količnik |
| -- | -------------- | -- | --- | --- | -------- |
| 1. | Zagreb         | 6  | 6   | 0   | 1.000    |
| 2. | Vindija        | 6  | 4   | 2   | 0.667    |
| 3. | Princ - Dugave | 6  | 2   | 4   | 0.333    |
| 4. | Sisak          | 6  | 0   | 6   | 0.000    |

### Plava liga
| mj | klub       | ut | pob | por | količnik |
| -- | ---------- | -- | --- | --- | -------- |
| 1. | Olimpija   | 6  | 6   | 0   | 1.000    |
| 2. | Medvednica | 6  | 4   | 2   | 0.667    |
| 3. | Donat      | 6  | 2   | 4   | 0.333    |
| 4. | Gajnice    | 6  | 0   | 6   | 0.000    |

### Doigravanje
| klub1                      | pob-por   | klub2     | rezultati                     |
| za prvaka                  | za prvaka | za prvaka | za prvaka                     |
| -------------------------- | --------- | --------- | ----------------------------- |
| Olimpija                   | 1-4       | Zagreb    | 6:12*, 6:7*, 4:15, 15:5, 7:8* |
|                            |           |           |                               |
| za treće mjesto            |           |           |                               |
| Medvednica                 | 0-3       | Vindija   | 7:17*, 3:19*, 33:6            |
|                            |           |           |                               |
| * domaća utakmica za klub1 |           |           |                               |

Za 5. – 7. mjesta 
| mj | klub    | ut | pob | por | peon+ | pon- |
| -- | ------- | -- | --- | --- | ----- | ---- |
| 5. | Donat   | 4  | 4   | 0   | 85    | 43   |
| 6. | Gajnice | 4  | 2   | 2   | 79    | 61   |
| 7. | Sisak   | 4  | 0   | 4   | 12    | 71   |

## Konačni poredak
1. Zagreb (Zagreb)
2. Olimpija (Karlovac)
3. Vindija (Varaždin)
4. Medvednica (Zagreb)
5. Donat (Zadar)
6. Gajnice (Zagreb)
7. Sisak (Sisak)
8. Princ - Dugave (Zagreb)